# Кордильєра-Дарвін
Кордильє́ра-Да́рвін (ісп. Cordillera Darwin) — короткий гірський хребет на Великому острові Вогняної Землі, цілком вкритий льодовиковим щитом. Хребет розташований в південно-східний частині острова, на чилійській частині. Геологічно хребет є частиною Анд та містить найвищі гори архіпелагу, з висотами понад 2 000 м. Хребет простягнувся в напрямку із заходу на схід від Монте-Сарм'єнто (біля протоки Магдалена) до долини Єндагія. Його межами є фіорд Альмірантансо на півночі та протока Бігля на півдні. Хребет названий на ім'я Чарльза Дарвіна, його найвідомішою ділянкою є Національний парк Альберто-де-Агостіні.

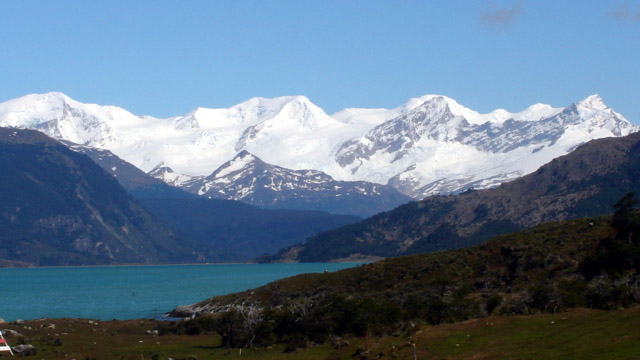
Льодовик Стопані в Кордильєрі-Дарвін

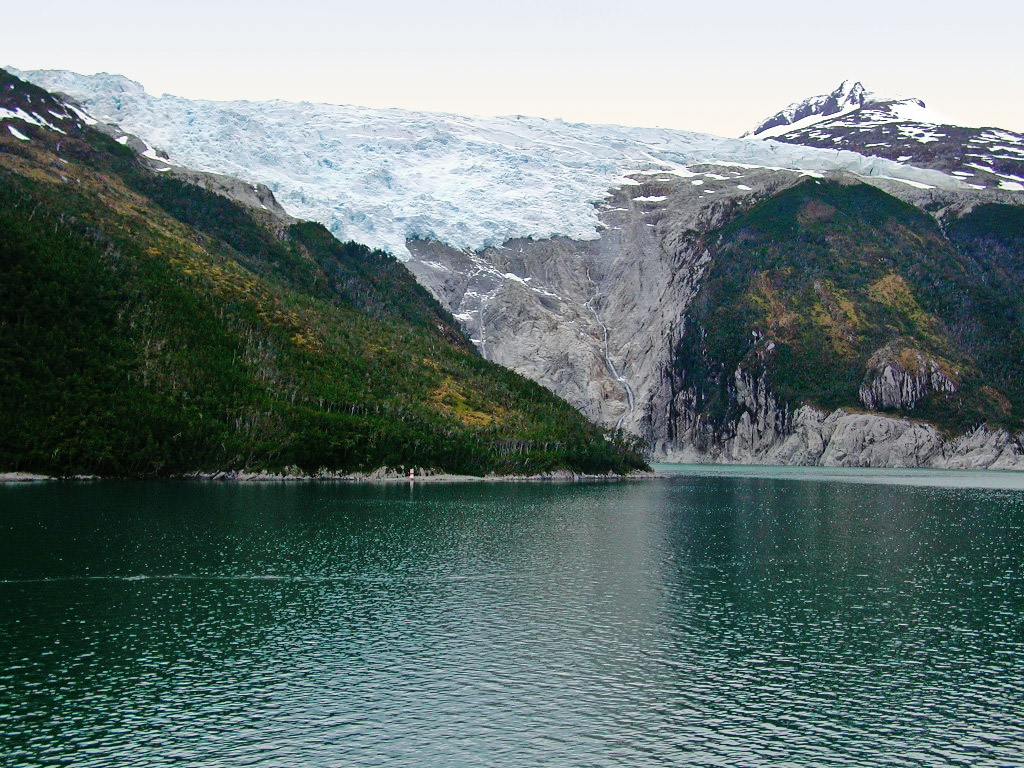
Глетчер на Beagle-Kanal

## Найвищі вершини
- Монте-Шіптон (2469 м)
- Монте-Дарвін (2438 м)
- Монте-Італія (2438 м)
- Монте-Сарм'єнто (2404 м)
- Монте-Бове (2300 м)
- Монте-Ронкаґлі
- Монте-Луїс-де-Сабоя
- Монте-делла-Ведова
- Монте-Бакланд (1746 м)